# Анджело Огбона
Анджело Обинзе Огбона е италиански футболист от нигерийски произход, играещ като защитник за английския Уотфорд. 

## Клубна кариера

### Торино
Огбона е открит от скаути на Торино през 2007 година. Прави своя дебют в Серия А на 11 фервруари 2007 година. През сезон 2007-08 е даден под наем на Кротоне, който играе в Серия Ц1. През следващия сезон 2008-09 се връща в Торино и се превръща в основен играч на отбора. С добрите си игри привлича вниманието на шампиона тогава Ювентус.

### Ювентус
На 11 юли 2013 г. Огбона преминава медицински прегледи за трансфер в градския съперник – Ювентус. Трансферната му сума е 13 млн. евро + 2 млн. бонуси. Дебют в Серия А за бианконерите прави на 31 септември 2013 г. в мач от втория кръг срещу отбора на Лацио. В сезон 2013-14, Огбона печели за пръв път Серия А.

### Уест Хям
На 10 юли 2015 г. Огбона е привлечен от английския Уест Хям Юнайтед за 11 млн. евро. 

## Национален отбор
Огбона прави своя дебют за Националния отбор на Италия U21 на 12 август 2009 година в приятелски мач срещу Русия. При мъжете за първи път е повикан от треньора Чезаре Прандели на 4 юни 2011 година. На 11 ноември 2011 прави своя дебют в приятелски мач срещу Полша като влиза като резерва в 77-а минута.

## Успехи
Ювентус
- Серия А (2) – 2014, 2015
- Купа на Италия (1) – 2015
- Суперкупа на Италия (1) – 2013